# Ère Angen
L'ère Angen (安元) est une des ères du Japon (年号) (nengō, lit. « nom de l'année »), après l'ère Jōan et avant l'ère Jishō. Cette période couvre les années qui courent du mois de juillet 1175 au mois d'août 1177. L'empereur régnant est Takakura (高倉天皇).

## Changement de l'ère
- 1175 Angen gannen (安元元年?) : Le nom de la nouvelle ère est créé pour marquer un événement ou une série d'événements. L'ère précédente se termine et la nouvelle ère commence durant « Jōan » 5, le 28e jour du 7e mois de 1175[4].

## Événements de l'ère Angen
- 1175 (Angen 1, 22e jour du 2e mois) : le naidaijin Minamoto no Masamichi meurt à l'âge de 58 ans[5].
- 1175 (Angen 1, 11e mois) : Fujiwara no Moronaga est nommé naidaijin[6].
- 1176 (Angen 2, 3e mois) : L'empereur Takakura rend visite à son père, l'ancien empereur Go-Shirakawa, à l'occasion de son 50e anniversaire[7].
- 1176 (Angen 2, 19e jour du 7e mois) : L'ancien empereur Rokujō meurt à l'âge de 13 ans[8] et ce même mois, l'impératrice Kenshun-mon In (anciennement Taira Sigeko), mère de Takakura, meurt[9].
- 1176 (Angen 2, 7e mois) : Fujiwara no Morotaka, daimyo de la province de Kaga, est en conflit avec les prêtres du mont Hiei et son frère cadet, Fujiwara no Morotsune, met le feu à certains bâtiments du temple. Les prêtres se plaignent à l'empereur, exigeant l'exil de Morotaka et l'emprisonnement de Morotsune. Mais comme Fujiwara no Seiko, le père des deux frères, est un grand ami de Go-Shirakawa, l'affaire en reste là[10].
- 27 mai 1177 (Angen 3, 28e jour du 4e mois) : Un incendie réduit en cendres l'université[11].

| Angen     | 1re  | 2e   | 3e   |
| Grégorien | 1175 | 1176 | 1177 |